# Olympische Sommerspiele 2000/Teilnehmer (Senegal)
| Gelbes Symbol für Goldmedaillen mit stilisierten Olympischen Ringen | Graues Symbol für Silbermedaillen mit stilisierten Olympischen Ringen | Braundes Symbol für Bronzemedaillen mit stilisierten Olympischen Ringen |
| ------------------------------------------------------------------- | --------------------------------------------------------------------- | ----------------------------------------------------------------------- |
| —                                                                   | —                                                                     | —                                                                       |

Senegal nahm an den Olympischen Sommerspielen 2000 in der australischen Metropole Sydney mit 26 Athleten, 19 Frauen und sieben Männer, in sechs Sportarten teil.
Seit 1964 war es die zehnte Teilnahme des afrikanischen Staates an Olympischen Sommerspielen.

## Teilnehmer nach Sportarten

### Boxen
- Djibril Fall
Männer, Leichtgewicht - 60 kg: ausgeschieden in Runde eins gegen aus Alexander Lebsjak aus Russland

### Basketball
- Damenteam
ausgeschieden nach der Gruppenphase
- Kader
Coumba Cissé
Adama Diakhaté
Khady Sourangué Diop
Bineta Diouf
Mbarika Fall
Awa Guèye
Marieme Lo
Mame Maty M’Bengue
Astou N’Diaye
Fatime N’Diaye
Khady Yacine N’Gom
Ndialou Paye

### Judo
- Adja Marieme Diop
Frauen, Schwergewicht: ausgeschieden in Runde eins gegen Karina Bryant aus Großbritannien

### Leichtathletik
Frauen
- Aïda Diop
200 Meter: Runde eins, 23,46 Sekunden (Rang sechs)
4-mal 400 Meter: Runde eins, 3:35,18 Minuten (Rang acht)
- Aminata Diouf
100 Meter: Runde eins, 11,65 Sekunden (Rang fünf)
4-mal 400 Meter: Runde eins, 3:28,02 Minuten (Rang vier)
- Mame Tacko Diouf
400 Meter Hüren: Runde eins, 58,65 Sekunden (Rang sechs)
4-mal 400 Meter: Runde eins, 3:28,02 Minuten (Rang vier)
- Kéné Ndoye
Dreisprung: Qualifikationsrunde, 13,94 Meter (Rang 14)
- Amy Mbacké Thiam
400 Meter: Halbfinale, 51,60 Sekunden (Rang 7)
4-mal 400 Meter: Runde eins, 3:28,02 Minuten (Rang vier)

Männer
- Ibou Faye
400 Meter Hürden: Runde eins, 50,09 Sekunden (Rang drei)
4-mal 400 Meter: Halbfinale, 3:02,94 Minuten (Rang sieben)
- Oumar Loum
200 Meter: Viertelfinale, 20,60 Sekunden (Rang fünf)
4-mal 400 Meter: Halbfinale, 3:02,94 Minuten (Rang sieben)
- Ousmane Niang
4-mal 400 Meter: Halbfinale, 3:02,94 Minuten (Rang sieben)
- Youssoupha Sarr
4-mal 400 Meter: Halbfinale, 3:02,94 Minuten (Rang sieben)

### Ringen
- Alioune Diouf
Halbschwergewicht, Freistil: 15. Platz

### Schwimmen
- Zeïna Sahéli
Frauen, 100 Meter Freistil: ausgeschieden in Runde eins, 1:07,37 Minuten (Rang fünf)
- Malick Fall
Männer, 100 Meter Brust, ausgeschieden in Runde eins, 1:08,60 Minuten (Rang fünf)